# Band Rio Interior
Band Rio Interior é uma emissora de televisão brasileira sediada em Barra Mansa, cidade do estado do Rio de Janeiro. Opera no canal 8 (33 UHF digital), e é uma emissora própria da Band. Faz parte do Grupo Bandeirantes de Comunicação, e gera a sua programação para 72 municípios do interior fluminense.

## História
A emissora foi fundada em 25 de julho de 1978, como TV Sul Fluminense, pelo político e empresário Feres Nader, e desde o início era afiliada à Rede Bandeirantes. Foi a primeira emissora de televisão do interior fluminense, repetindo o pioneirismo da sua coirmã, Rádio Sul Fluminense, fundada em 1944. Em 1999, a emissora passou a transmitir sua programação via satélite através do Brasilsat B3, alcançando todo o território nacional e países vizinhos.
Em 9 de janeiro de 2004, a TV Sul Fluminense é vendida para o empresário Domingo Alzugaray, proprietário da Editora Três, que publica, entre outras revistas, a IstoÉ. Em 2007, foi vendida ao Grupo Bandeirantes de Comunicação, passando a se chamar Band Barra Mansa, e em 2012, Band Rio Interior.
Em 4 de junho de 2013, alegando "adequação financeira", a emissora demitiu 30 dos seus 52 funcionários, incluindo o diretor de jornalismo, Adriano Lizarelli. Os três únicos programas regionais da Band Rio Interior (Tô na Área, Band Cidade e Entrevista Coletiva) foram extintos e no lugar deles, a emissora passou a transmitir a programação gerada pela Band Rio.
Em 2016, para suprir a falta de programação local própria, decidiu reestrear o Tô na Área, porém com exibição aos domingos, às 9h. Em 2017, estreou o Boa Noite Interior, programa de entrevistas sobre cultura, negócios e política, sob o comando de Elias Raffide, aos sábados, às 18h50. Em 2018, o Tô na Área passou para os sábados de manhã e estreou nas tardes na faixa das 13h30 o Taí para Todos absorvendo a equipe do Boa Noite Interior que foi extinto.

## Sinal digital
| Canal virtual | Canal digital | Resolução de tela | Programação                                       |
| ------------- | ------------- | ----------------- | ------------------------------------------------- |
| 8.1           | 33 UHF        | 1080i             | Programação principal da Band Rio Interior / Band |

Em fevereiro de 2012, a Band Rio Interior iniciou suas transmissões digitais pelo canal 33 UHF.
Transição para o sinal digital
Com base no decreto federal de transição das emissoras de TV brasileiras do sinal analógico para o digital, a Band Rio Interior, bem como as outras emissoras de Barra Mansa, cessou suas transmissões pelo canal 8 VHF em 12 de dezembro de 2018, seguindo o cronograma oficial da ANATEL.